# Carolina Schmidt
María Carolina Schmidt Zaldívar (sinh ngày 9 tháng 9 năm 1967) là một chính trị gia và nữ doanh nhân người Chile, từng giữ chức Bộ trưởng Bộ Giáo dục Chile từ ngày 22 tháng 4 năm 2013 đến ngày 11 tháng 3 năm 2014. Bà tốt nghiệp Đại học Công giáo Giáo hoàng Chile với bằng kỹ sư thương mại và cũng tốt nghiệp Đại học New York với bằng về marketing. Sau khi hoàn thành việc học của mình, Schmidt làm nhân viên bán hàng tại Vương quốc Anh dưới thời doanh nhân Alfonso Swett. Sau mười năm, bà trở thành tổng giám đốc của chi nhánh Nine West Holdings của Chile, tập trung vào việc mở rộng thương hiệu sang các nước Mỹ Latinh.
Năm 2000, Schmidt được bổ nhiệm làm tổng giám đốc của tạp chí Capital, giữ vai trò đó trong 8 năm và sau đó được Tổng thống Michelle Bachelet bổ nhiệm vào Hội đồng tư vấn của Tổng thống, nơi ông Schmidt tập trung vào công việc của trẻ em và phụ nữ, đặc biệt là "Chile Grows With Bạn "chương trình. Vào tháng 3 năm 2010, Tổng thống Sebastián Piñera đã bổ nhiệm Bộ trưởng-Giám đốc Dịch vụ Phụ nữ Quốc gia. Thành tựu chính của bà trong thời gian làm Bộ trưởng-Giám đốc là kéo dài thời gian nghỉ phép của cha mẹ từ ba đến sáu tháng.
Vào tháng 4 năm 2013, Bộ trưởng Bộ Giáo dục Harald Beyer đã bị buộc tội vì "đã không điều tra các khiếu nại chống lại các trường đại học được cho là tham gia vào hoạt động kiếm lợi nhuận"; Schmidt được đánh giá cao trong nội các của Piñera và kết quả là bà được bổ nhiệm vào vị trí này, phục vụ cho đến khi nhiệm kỳ của Piñera kết thúc vào ngày 11 tháng 3 năm 2014. Vào tháng 8 năm 2017, Schmidt được bổ nhiệm làm tổng giám đốc truyền thông tại Copesa.